# تيلغرام (فلم)
خالي وتيلغراف:فيلم اجتماعي كوميدي يعالج قضية إنسانية للمخرج حاج رحيم

## قصة الفيلم
ويروي الفيلم قصة خال لخضر بوخرص سيد علي كويرات الذي يأتي من فرنسا إلى الجزائر وبعدها يكتشف أنه يعاني من مرض خطير وبعدها تدخل حسابات وصراعات الثروة التي سوف يتركها عندما يموت ويبدأ في تقسيمها على أهل قريته وأحبابه، ليكتشف بأنه قد شفي تماما من المرض ومن هنا تبدأ مغامرة لخضر مع خاله.
وبدأ تصوير هذا الفيلم الذي جاء في طابع كوميدي مشوق على مدار 90 دقيقة من الزمن بولاية برج بوعريريج وكان حسب المخرج مبرمجا مشاركة ممثلين عرب غير أن هذا الخيار تم التخلي عنه في آخر لحظة، وتم العرض الأولي للفيلم بقاعة ابن زيدون وسط حضور قوي لرجال الفن والثقافة والذين نال إعجابهم هذا العمل السينمائي الذي تم عرضه بعد أن توافد على المنصة الممثلون والتقنيون والمخرج، والذين تكلموا بإسهاب عن ظروف إنجازه.

## الممثلين
- -سيد علي كويرات :في دور الخال
- -لخضر بوخرص :في دور ابن الأخت
- -فاطمة حليلو :في دور زوجة الحاج لخضر